# Talbot Tagora
La Talbot Tagora è un'autovettura prodotta tra il 1981 ed il 1983 dalla casa automobilistica francese Talbot.

## Storia

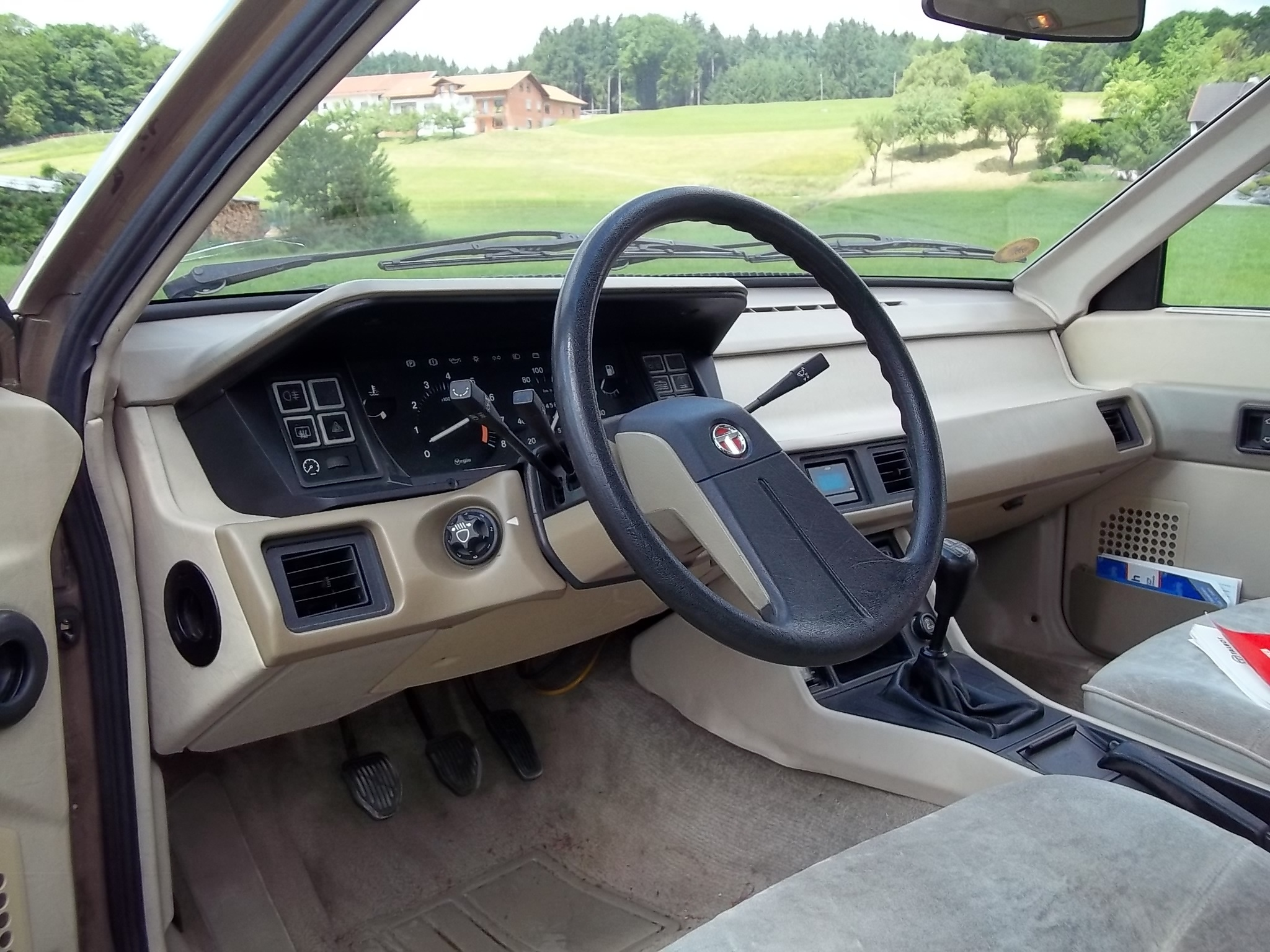
Interni

Il progetto C9 per la realizzazione di un'ammiraglia, erede della poco fortunata Simca 160/180/2 litres, partì nel 1976, quando la Chrysler Europe era ancora la divisione europea (con sedi in Inghilterra e Francia) della Chrysler.
Lo sviluppo, com'era già accaduto per altri modelli, era diviso in due parti. In Inghilterra (nell'ex gruppo Rootes) veniva disegnata la carrozzeria, mentre in Francia (nell'ex SIMCA) veniva progettata la meccanica. Del resto la Chrysler Europe, a livello motoristico, era in alto mare, dal momento che era intenzionata ad affiancare al 2 litri SIMCA da 110 CV della 2 Litres, un 6 cilindri in linea Mitsubishi, soluzioni entrambe inadatte alla massa della vettura e, quindi, abbandonate.

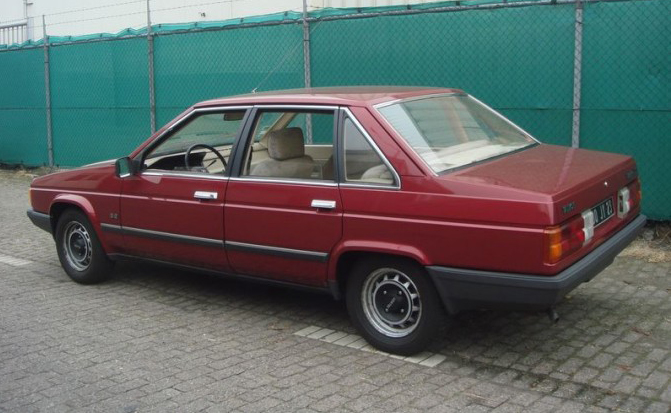
Vista laterale

Quando nel 1978 il gruppo PSA, che copriva già il settore delle berline di alta gamma coi modelli Peugeot 604 e Citroën CX, acquisì il gruppo Chrysler Europe, il progetto era già in fase troppo avanzata per cancellarlo. Venne così portato avanti senza convinzione, rimarchiando la vettura col resuscitato nome Talbot. 
L'estetica della vettura, una tre volumi piuttosto squadrata e anonima, di gusto più giapponese che europeo, non venne toccata (rispetto alle linee tracciate originariamente dalla Chrysler), ma la meccanica venne modificata per adottare più componenti Peugeot possibili (come le sospensioni ed i motori). Vennero, però, conservate le altre caratteristiche tecniche. La trazione era posteriore, le sospensioni a 4 ruote indipendenti, i freni a disco su tutte le ruote e la trasmissione manuale a 5 marce o automatica a 3.

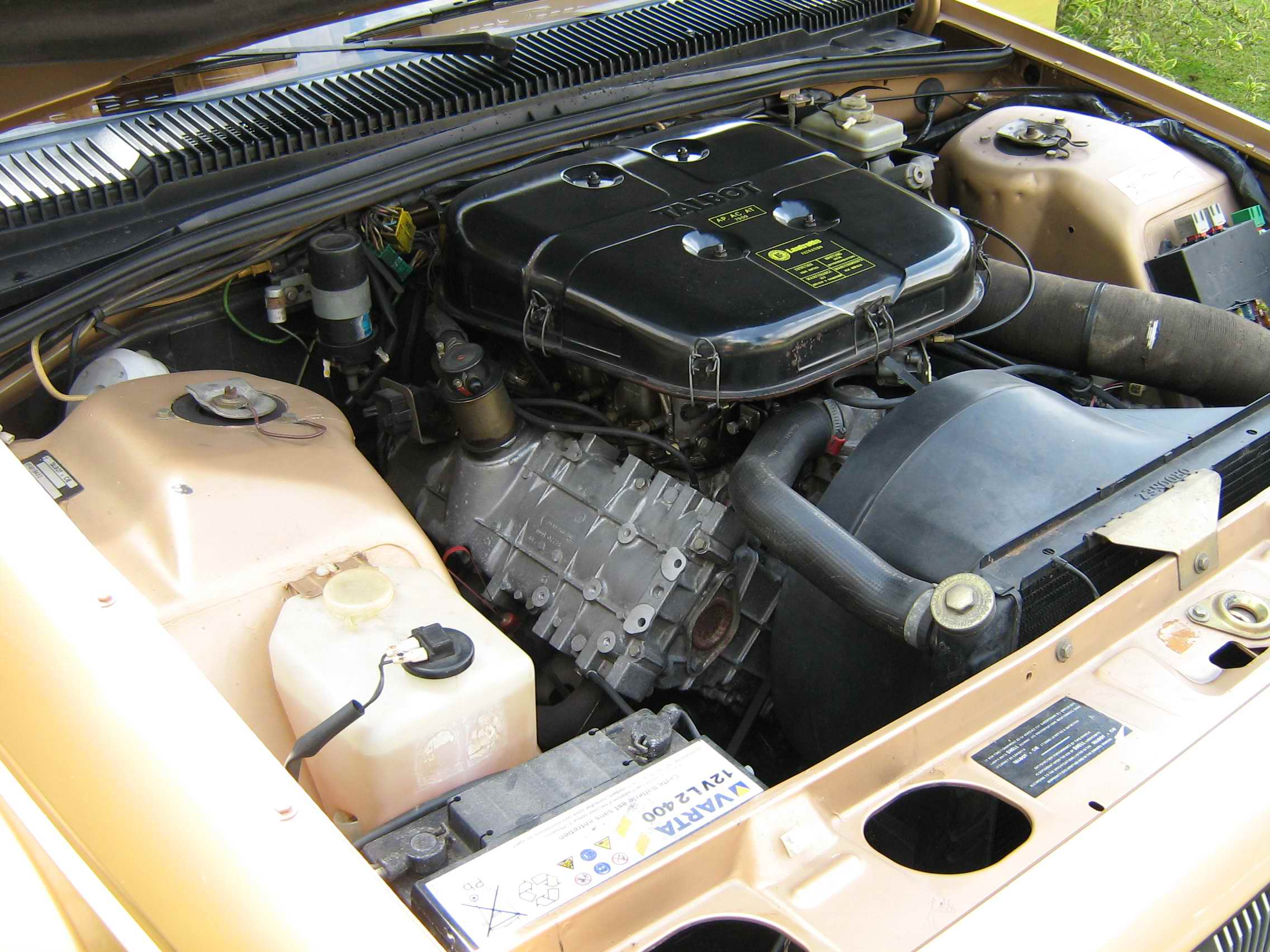
Dettaglio del motore V6 PRV longitudinale

Per quanto riguarda i motori, accanto al 4 cilindri in linea con albero a camme in testa di origine SIMCA di 2155 cm³ da 115 CV, vennero montati il V6 PRV di 2664 cm³ in versione a triplo carburatore da 165 CV ed il turbodiesel Peugeot di 2304 cm³ da 80 CV.
La nuova berlina venne lanciata al Salone dell'automobile di Parigi del 1980.

## La gamma e l'evoluzione
Al momento del debutto era disponibile nelle versioni 2.2 GLS, 2.3 DT GLS e 2.7 V6 SX (quest'ultima anche con cambio automatico).
La carrozzeria moderna ma anonima, il livello di finitura non eccelso (neppure sulla versione top SX) e la plancia spoglia e rivestita in plastica rigida, lasciarono freddo il pubblico. 
Nonostante le buone prestazioni (la V6 aveva 165 CV, contro i 136 della 604 SL e i 144 della 604 Ti a iniezione, e fu all'epoca la più potente berlina francese), lo spazio interno abbondante ed il buon comportamento stradale, era difficile trovare una buona ragione per acquistarla, soprattutto a causa della sua linea alquanto anonima.
Per cercare di ovviare all'insuccesso del modello nel 1982 venne lanciata la versione più economica 2.2 GL, con meccanica identica alla 2.2 GLS e allestimento semplificato.
La Talbot sperava probabilmente di fare della Tagora la nuova auto blu francese, ragion per cui allestì una versione molto ricca e accessoriata del modello (la "Presidence"). Alcuni esemplari furono effettivamente acquistati dalle autorità, ma nel 1983 la Renault presentava l'altrettanto spaziosa e più accattivante Renault 25, che nel giro di pochi mesi sarebbe diventata l'auto di rappresentanza dell'era di François Mitterrand. Per la Tagora fu probabilmente il colpo di grazia: nell'autunno del 1983 il modello scomparve dai listini, dopo 19.389 esemplari prodotti (contro un piano iniziale di 30 000 unità annue).
La produzione:
- 1980:    145 unità
- 1981: 15.368 unità
- 1982:  2.566 unità
- 1983:  1.310 unità